# Paix de Nicias

Carte de la guerre du Péloponnèse 431a.C

La Paix de Nicias est un traité de paix conclu en 421 av. J.-C. entre Athènes et Sparte mettant fin à la guerre de dix ans, première phase de la guerre du Péloponnèse.
Cette paix consacre le retour au statu quo ante. Elle comprend les clauses suivantes :
- paix conclue pour 50 ans ;
- restitution de toutes les places prises et prisonniers ;
- les cités de Thrace sont évacuées par les Péloponnésiens ;
- les querelles à venir sont réglées par arbitrage et négociations[1].

Elle comprend donc le rétablissement des deux cités dans leurs possessions de 431 et la libération des prisonniers : Athènes doit restituer Sphactérie et Pylos, rendre les 300 hoplites qu'elle détient, Sparte doit évacuer la Thrace. Cela consacre une victoire implicite d'Athènes puisque son empire, à l'origine du conflit, n'en ressort pas affaibli. Mais Athènes a beaucoup perdu et les rancunes de 431 n'en sont pas moins latentes. Athéniens et Spartiates manquent dans un premier temps à la restitution de la Thrace, de Pylos et des 300 prisonniers. Ces derniers seront finalement libérés, au prix d'une alliance défensive entre Sparte et Athènes permettant l'intervention des troupes athéniennes en cas de révolte des hilotes en Messénie.
Mais la paix de Nicias n'engage pratiquement que Sparte face à Athènes et à ses alliés. De leur côté, les Béotiens, les Corinthiens et les Mégariens, sous des prétextes divers, refusèrent de jurer la paix. C'était là une menace sérieuse pesant sur le respect de la paix.